# EXO의 쇼타임
《EXO의 쇼타임》은 2013년 11월 28일부터 2014년 2월 13일까지 MBC every1에서 방송된 리얼 버라이어티 프로그램이다.

## 소개
- EXO에 대한 시청자들의 궁금증을 바탕으로 만들어가는 프로그램

## 출연
- 수호
- 백현
- 디오
- 레이
- 카이
- 세훈
- 시우민
- 찬열
- 첸

## 방송 이후 탈퇴 멤버 명단
- 크리스
- 루한
- 타오

## 쇼타임 시리즈
1. EXO의 쇼타임
2. 쇼타임 - 버닝 더 비스트
3. 에이핑크의 쇼타임
4. 씨스타의 쇼타임
5. EXID의 쇼타임
6. 인피니트의 쇼타임
7. 마마무X여자친구의 쇼타임